# Kostel na dědině a v městečku
Kostel na dědině a v městečku : 615 fotografií církevních lidových staveb v Republice Československé je fotografická kniha Bohumila Vavrouška, který v letech 1909-1928 během svých dovolených dokumentoval lidovou architekturu na území Československa. Úvodní stať napsal Zdeněk Wirth.
Předchozí publikací byla kniha Dědina : 516 fotografií lidových staveb v Republice Československé z roku 1925.

## I. Kostely

### Čechy
- 1. Kočí (Chrudím): Filiální kostel sv. Bartoloměje od j. (fot. 1912)
- 2. Kočí (Chrudim): Kostel od sz;. (fot. 1912)
- 3. Kočí (Chrudim): Kostel od jz;. (fot. 1912)
- 4. Kočí (Chrudim): Pohled do mostu (fot. 1912)
- 5. Kočí (Chrudim): Vnitřek kostela (fot. 1912)
- 6. Klášterec n. Orl. (Žamberk): Farní kostel Nejsv. Trojice (fot. 1927)
- 7. Kopeček sv. Jana (Hradec Králové): Filiální kostel sv. Jana Křt. (fot. 1911)
- 8. Paseky n. Jiz. (Jilemnice): Farní kostel sv. Václava (fot. 1918)
- 9. Březina (Mnichovo Hradiště): Farní kostel sv. Vavřince (fot. 1914)
- 10. Měník (Nový Bydžov): Filiální kostel sv. Vincence a Stanislava (fot. 1915)
- 11. Loučná Hůra (Nový Bydžov): Filiální kostel sv. Jiří (fot. 1916)
- 12. Vysočany (Nový Bydžov): Vnitřek filiálního kostela sv. Markéty (fot. 1916)
- 13. Měník (Nový Bydžov): Vnitřek kostela (fot. 1915)
- 14. Boušín (Nové Město n. Met.): Farní kostel Navštívení P. Marie (fot. 1926)
- 15. Rohenice (Nové Město n. Met.): Filiální kostel sv. Jana Křtit. (fot. 1925)
- 16. Ledce (Hradec Králové): Filiální kostel sv. Maří Magd. (fot. 1925)
- 17. Václavice (Nové Město n. Met.): Filiální kostel sv. Václava (fot. 1927)
- 18. Náchod: Děkanský kostel sv. Vavřince muč. (fot. 1924)
- 19. Králova Lhota (Nové Město n. Met.): Filiální kostel sv. Zikmunda (fot. 1929)
- 20. Letařovice (Turnov): Filiální kostel sv. Jakuba Větš. (fot. 1924)
- 21. Letařovice (Turnov): Vnitřek kostela (fot. 1924)
- 22. Broumov: Hřbitovní kostel Nanebevzetí P. Marie od sv. (fot. 1919)
- 23. Broumov: Kostel od jz. (fot. 1919)
- 24. Broumov: Ochoz kostela (fot. 1919)
- 25. Broumov: Vnitřek kostela (fot. 1919)
- 26. Broumov: Vnitřek kostela (fot. 1919)
- 27. Slavoňov (Nové Město n. Met.): Farní kostel sv. Jana Křtit. od sz. (fot. 1913)
- 28. Slavoňov (Nové Město n. Met.): Kostel od jv. (fot. 1913)
- 29. Slavoňov (Nové Město n. Met.): Vnitřek kostela (fot. 1913)
- 30, Liberk (Rychnov n. Kněž.): Vnitřek kostela (fot. 1917)
- 31. Liberk (Rychnov n. Kněž.): Farní kostel sv. Petra a Pavla (fot. 1917)
- 32. Liberk (Rychnov n. Kněž.): Kostel od sz. (fot. 1917)
- 33. Liberk (Rychnov n. Kněž.): Kostel s farou od sv. (fot. 1917)
- 34. Liberk (Rychnov n. Kněž.): Vnitřek kostela (fot. 1917)
- 35. Slavoňov (Nové Město n. Met.): Vnitřek kostela (fot. 1913)
- 36. Velká Losenice (Chotěboř): Farní kostel sv. Jakuba Větš. (fot. 1920)
- 37. Sádek (Polička): Filiální kostel Nejsv. Trojice (fot. 116)
- 38. Borová (Polička): Farní kostel sv. Markety (fot. 1916)
- 39. Veliny (Pardubice): Filiální kostel sv. Mikuláše bisk. (fot. 1918)
- 40. Malín (Kutná Hora): Filiální kostel sv. Štěpána (fot. 1910)
- 41. Stříbrné Hory (Chotěboř): Filiální kostel sv. Kateřiny (fot. 1909)
- 42. Telecí (Polička): Farní kostel sv. Maří Magd. (fot. 1916)
- 43. Korouhev (Polička): Farní kostel sv. Petra a Pavla (fot. 1916)

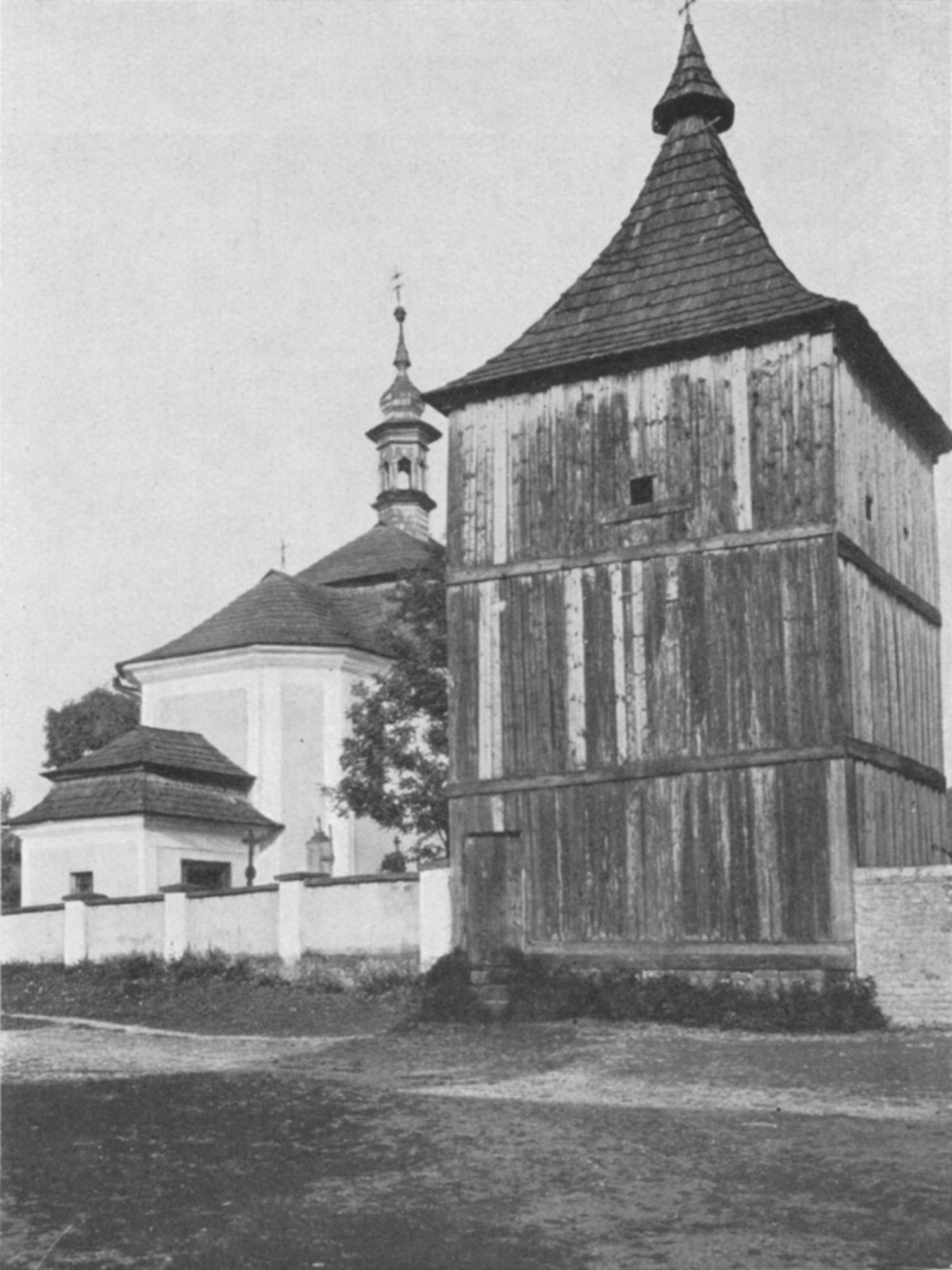
Filiální kostel sv. Jiří, Loučná Hůra (1916)

### Morava a Slezsko
- 44. Nová Ves (Šumperk): Filiální kostel sv. Martina od jz. (fot. 1922)
- 45. Nová Ves (Šumperk): Kostel od v. (fot. 1922)
- 46. Maršíkov (Šumperk): Filiální kostel sv. Michala arch. od jz. (fot. 1922)
- 47. Maršíkov (Šumperk): Kostel od v. (fot. 1922)
- 48. Nová Ves (Šumperk): Vnitřek kostela (fot. 1922)
- 49. Nová Ves (Šumperk): Kostel od jv. (fot. 1922)
- 50. Maršíkov (Šumperk): Vnitřek kostela (fot. 1922)
- 51. Lindava (Hraníce): Filiální kostel sv. Jana Křtit. (fot. 1927)
- 52. Klepáčov (Šumperk): Filiální kostel sv. Jana Nep. od jv. (fot. 1923)
- 53. Klepáčov (Šumperk): Kostel od sz. (fot. 1923)
- 54. Závišice (Nový Jičín): Filiální kostel sv. Kateřiny od s. (fot. 1921)
- 55. Závišice (Nový Jičín): Kostel od jv. (fot. 1921)
- 56. Hodslavice (Nový Jičín): Filiální kostel sv. Ondřeje apošt. od sv. (fot. 1919)
- 57. Hodslavice (Nový Jičín): Kostel od j. (fot. 1919)
- 58. Hodslavice (Nový Jičín): Vnitřek kostela (fot. 1919)
- 59. Tichá (Frenštát p. Radh.): Vnitřek kostela (fot. 1920)
- 60. Tichá (Frenštát p. Radh.): Farní kostel sv. Mikuláše od sv. (fot. 1920)
- 61. Tichá (Frenštát p. Radh.): Kostel od jv. (fot. 1920)
- 62. Tichá (Frenštát p. Radh.): Kostel od jz. (fot. 1920)
- 63. Tichá (Frenštát p. Radh.): Kostel od jv. (fot. 1920)
- 64. Tichá (Frenštát p. Radh.): Kostel od j. (fot. 1920)
- 65. Tichá (Frenštát p. Radh.): Ochoz kostela (fot. 1920)
- 66. Hrubá Lhota (Valašské Meziříčí): Farní evangelický kostel od sv. (fot. 1921)
- 67. Hrubá Lhota (Valašské Meziříčí): Kostel od jz. (fot. 1921)
- 68. Hrubá Lhota (Valašské Mez;iříčí): Vnitřek kostela (fot. 1921)
- 69. Rybí (Nový Jičín): Farní kostel Nalezení sv. Kříže (fot. 1921)
- 70. Valašské Meziříčí: Filiální kostel Nejsv. Trojice od jz. (fot. 1920)
- 71. Valašské Meziříčí: Kostel od jv. (fot. 1920)
- 72. Valašské Meziříčí: Kostel od jz. (fot. 1920)
- 73. Velké Karlovice (Vsetín): Farní kostel P. Marie Sněžné (fot. 1927)
- 74. Velké Karlovice (Vsetín): Vnitřek kostela (fot. 1927)
- 75. Hrabová (Mor. Ostrava): Farní kostel sv. Kateřiny od jv. (fot. 1924)
- 76. Hrabová (Mor. Ostrava): Kostel od z. (fot. 1924)
- 77. Hrabová (Mor. Ostrava): Kostel od j. (fot. 1924)
- 78. Řepiště (Frýdek): Vnitřek kostela (fot. 1923)
- 79. Slezská Ostrava: Farní kostel sv. Josefa
- 80. Řepiště (Frýdek): Filiální kostel sv. Michala arch. (fot. 1923)
- 81. Hrušov (Mor. Ostrava): Filiální kostel sv. Maří Magd. od jv. (fot. 1922)
- 82. Hrušov (Mor. Ostrava): Kostel od z. (fot. 1922)
- 83. Prašivá (Těšín): Filiální kostel sv. Antonína Pad. od jz. (fot. 1920)
- 84. Prašivá (Těšín): Kostel od jv. (fot. 1920)
- 85. Prašivá (Těšín): Vnitřek kostela (fot. 1920)
- 86. Sedliště (Frýdek): Vnitřek kostela (fot. 1919)
- 87. Sedliště (Frýdek): Farní kostel Všech svatých od jv. (fot. 1919)
- 88. Sedliště (Frýdek): Kostel od jz. (fot. 1919)
- 89. Albrechtice (Těšín): Filiální kostel sv. Petra a Pavla (fot. 1920)
- 90. Nýdek (Těšín): Filiální kostel sv. Mikuláše (fot. 1923)
- 91. Albrechtice (Těšín): Kostel od jz. (fot. 1920)
- 92. Albrechtice (Těšín): Vnitřek kostela (fot. 1920)
- 93. Gůty (Těšín): Filiální kostel sv. Těla Ježíše od jv. (fot. 1927)
- 94. Gůty (Těšín): Vnitřek kostela (fot. 1927)
- 95. Gůty (Těšín): Kostel od jz. (fot. 1927)
- 96. Gůty (Těšín): Postranní vchod (fot. 1927)
- 97. Gůty (Těšín): Ochoz kostela (fot. 1927)
- 98. Gůty (Těšín): Portálek do sakristie (fot. 1927)

### Slovensko
- 99. Závodie (Žilina): Filiální kostel (fot. 1909)
- 100. Závodie (Žilina): Hřbitovní kaple (fot. 1909)
- 101. Trnové (Žilina): Filiální kostel sv. Jiří (fot. 1926)
- 102. Trnové (Žilina): Podvěží kostela (fot. 1926)
- 103. Banovce n. Bebr.: Věž hřbitovního kostela sv. Mikuláše (fot. 1926)
- 104. Sv. Michal (Lipt. Sv. Mikuláš): Farní kostel sv. Michala (fot. 1925)
- 105. Príbovce (Turč. Sv. Martin): Farní evangelický kostel (fot. 1924)
- 106. Istebné (Dol. Kubín): Farní evangelický kostel od jv. (fot. 1920)
- 107. Istebné (Dol. Kubín): Kostel od jv. (fot. 1920)
- 108. Istebné (Dol. Kubín): Vnitřek evangelického kostela (fot. 1920)
- 109. Istebné (Dol. Kubín): Evangelický kostel od jz. (fot. 1920)
- 110. Zábrež (Dol. Kubín): Filiální kostel sv. Alžběty od sv. (fot. 1921)[p 1]
- 111. Zábrež(Dol. Kubín): Kostel od sz. (fot. 1921)
- 112. Zábrež(Dol. Kubín): Kostel od jz. (fot. 1921)
- 113. Zábrež (Dol. Kubín): Vnitřek kostela (fot. 1921)
- 114. Leštiny (Dol. Kubín): Farní evangelický kostel od j. (fot. 1919)
- 115. Leštiny (DoI.Kubín): Kostel od jz. (fot. 1919)
- 116. Leštiny (Dol. Kubín): Postranní vchod (fot. 1919)
- 117. Leštiny (Dol. Kubín): Předsíňka kostela na sev. (fot. 1919)
- 118. Leštiny (Dol. Kubín): Vnitřek evangelického kostela (fot. 1919)
- 119. Babín (Námestovo): Filiální katolický kostel sv. Ducha od jv. (fot. 1922)
- 120. Babín (Námestovo): Vnitřek kostela (fot. 1922)
- 121. Tvrdošín (Trstená): Filiální katolický kostel Nejsv. Trojice od jz. (fot. 1922)
- 122. Babín: Kostel od j. (fot. 1922)
- 123. Tvrdošín (Trstená): Vnitřek katolického kostela (fot. 1922)
- 124. Babín: Vnitřek katolického kostela (fot. 1922)
- 125. Tvrdošín (Trstená): Kostel s branou od z. (fot. 1922)
- 126. Tvrdošín (Trstená): Kostel od jv. (fot. 1922)
- 127. Stará Halič (Lučenec): Farní katolický kostel sv. Jiří (fot. 1919)
- 128. Hronsek (Baň. Bystrica): Farní evangelický kostel od z. (fot. 1926)
- 129. Hronsek (Baň. Bystrica): Farní evangelický kostel od sz. (fot. 1926)
- 130. Hronsek (Baň. Bystrica): Postranní vchod (fot. 1926)
- 131. Hronsek (Baň. Bystrica): Vnitřek evangelického kostela (fot. 1926)
- 132. Hajníky (Zvolen): Vnitřek farního katolického kostela sv. Mikuláše (fot. 1919)
- 133. Malé Tirjakovce (Rim. Sobota): Filiální evangelický kostel od z. (fot. 1920)
- 134. Malé Tirjakovce (Rim. Sobota): Kostel od j. (fot. 1920)
- 135. Malé Tirjakovce (Rim. Sobota): Vnitřek evangelického kostela (fot. 1920)
- 136. Malé Tirjakovce (Rim. Sobota): Vnitřek evangelického kostela (fot. 1920)
- 137. Malé Tirjakovce (Rim. Sobota): Filiální evangelický kostel od sz. (fot. 1920)
- 138. Chyžné (Vel'. Revúca): Filiální katolický kostel Zvěstování P. Marie (fot. 1921)
- 139. Gecelovce (Rožnava): Vnitřek evangelického kostela (fot. 1921)
- 140. Chyžné (Vel'. Revúca): Vnitřek katolického kostela (fot. 1921)
- 141. Ochtina (Rožnava): Fresky v evangelickém kostele (fot. 1921)
- 142. Gecelovce (Rožnava): Fresky v evangelickém kostele (fot. 1921)
- 143. Rimavská Baňa (Rim. Sobota): Farní evangelický kostel (fot. 1923)
- 144. Rimavská Baňa (Rim. Sobota): Vnitřek evangelického kostela (fot. 1923)
- 145. Rimavská Baňa (Rim. Sobota): Presbyteř evangelického kostela (fot. 1923)
- 146. Rimavská Baňa (Rim. Sobota): Hlavní vchod do kostela (fot. 1923)
- 147. Rimavské Brezovo (Rim. Sobota): Věž farního evangelického kostela (fot. 1923)
- 148. Kraskovo (Rim. Sobota): Farní evangelický kostel (fot. 1923)
- 149. Kraskovo (Rim. Sobota): Podkruchtí evangelického kostela (fot. 1923)
- 150. Kraskovo (Rim. Sobota:): Vnitřek evangelického kostela (fot. 1923)
- 151. Paludza (Lipt. Sv. Mikuláš): Průčelí farního evangelického kostela (fot. 1925)
- 152. Paludza (Lipt. Sv. Mikuláš): Vnitřek evangelického kostela (fot. 1925)
- 153. Paludza (Lipt. Sv. Mikuláš): Vnitřek evangelického kostela (fot. 1925)
- 154. Paludza (Lipt. Sv. Mikuláš): Farní evangelický kostel od sz. (fot. 1925)
- 155. Svätá Mara (Lipt. Sv. Mikuláš): Farní katolický kostel P. Marie (fot. 1925)
- 156. Kežmarok: Filiální evangelický kostel od jv. (fot. 1920)
- 157. Kežmarok: Filiální evangelický kostel od j. (fot. 1920)
- 158. Kežmarok: Vnitřek evangelického kostela (fot. 1920)
- 159. Maldur (Kežmarok): Vnitřek evangelického kostela (fot. 1924)
- 160. Krig (Kežmarok): Filiální evangelický kostel (fot. 1924)
- 161. Maldur (Kežmarok): Farní evangelický kostel (fot. 1924)
- 162. Tročany (Bardiov): Filiální řecko-katolická cerkev sv. Lukáše evangelisty, od sz. (fot. 1923)
- 163. Tročany (Bardiov): Cerkev od sv. (fot. 1923)
- 164. Hervartov (Bardiov): Filiální katolický kostel (fot. 1923)
- 165. Ladomirová (Vyš. Svídník): Farní řecko-katolická cerkev sv. Michala arch. (fot. 1923)
- 166. Nižný Mirošov (Vyš. Svidník): Filiální řecko-katolická cerkev sv. Dimitrije muč. (fot. 1923)
- 167. Nižný Mirošov (Vyš. Svidník): Vnitřek cerkve (fot. 1923)
- 168. Nižný Mirošov (Vyš. Svidník): Cerkev od s. (fot. 1923)
- 169. Jedlinka (Bardiov): Filiální řecko-katolická cerkev Ochrany P. Marie (fot. 1923)
- 170. Nižný Mirošov (Vyš. Svidník): Cerkev od sv. (fot. 1923)
- 171. Miroľa (Vyš. Svidník): Filiální řecko-katolická cerkev Ochrany P. Marie (fot. 1924)
- 172. Niklová (Bardiov): Farní řecko-katolická cerkev Ochrany P. Marie (fot. 1924)
- 173. Niklová (Bardiov): Cerkev od jv. (fot. 1924)
- 174. Bodružal (Vyš. Svidník): Farní řecko-katolická cerkev sv. Mikuláše bisk. (fot. 1924)
- 175. Kožuchovce (Vyš. Svidník): Filiální řecko-katolická cerkev sv. Mikuláše bisk. Přenesena 1925 do Košic (fot. 1924)
- 176. Kožuchovce (Vyš. Svidník): Cerkev od sz. (fot. 1924)
- 177. Bodružal (Vyš. Svidník): Cerkev od s. (fot. 1924)
- 178. Miroľa (Vyš. Svidník): Cerkev od j. (fot. 1924)
- 179. Krivé (Snina): Farní řecko-katolická cerkev sv. Michala arch. (fot. 1926)
- 180. Nižný Orlík (Vyš. Svidník): Filiální řecko-katolická cerkev sv. Michala archanděla (fot. 1924)
- 181. Zboj (Snina): Farní řecko-katolická cerkev sv. Mikuláše bisk. (fot. 1926)

### Podkarpatská Rus
- 182. Sola (Velká Berezná): Filiální řecko-katolická cerkev sv. Basilia Vel. (fot. 1922) .
- 183. Kostrina Velká Berezná: Farní řecko-katolická cerkev Ochrany P. Marie (fot. 1922)
- 184. Kostrina Velká Berezná: Vnitřek cerkve (fot. 1922)
- 185. Sola Velká Berezná: Vnitřek cerkve (fot. 1922)
- 186. Kostrina Velká Berezná: Cerkev od v. (fot. 1922)
- 187. Suchá Velká Berezná: Filiální řecko-katolická cerkev sv. Jana Křtit. (fot. 1926)
- 188. Kostrina Velká Berezná: Cerkev od j. (fot. 1922)
- 189. Suchá Velká Berezná: Cerkev od jv. (fot. 1926)
- 190. Užok Velká Berezná: Farní řecko-katolická cerkev sv. Michala arch. od j. (fot. 1922)
- 191. Užok Velká Berezná: Cerkev od v. (fot. 1922)
- 192. Černoholová Velká Berezná: Farní řecko-katolická cerkev sv. Mikuláše od j. (fot. 1926)
- 193. Černoholová Velká Berezná: Cerkev od v. (fot. 1926)
- 194. Oleňova (Svaljava) : Filiální řecko-katolická cerkev (fot. 1926)
- 195. Plosko (Svaljava): Farní řecko-katolická cerkev P. Marie. Pohled od j. (fot. 1926)
- 196. Plosko (Svaljava): Pohled od jz. (fot. 1926)
- 197. Plosko (Svaljava): Vnitřek cerkve (fot. 1926)
- 198. Plosko (Svaljava): Svatostánek (fot. 1926)
- 199. Pylypec (Volovoje): Farní řecko-katolická cerkev Narození P. Marie (fot. 1925)
- 200. Deškovice (Iršava): Filiální řecko-katolická cerkev Ochrany P. Marie (fot. 1926)
- 201. Obava (Svaljava): Farní řecko-katolická cerkev Nanebevstoupení Páně (fot. 1925)
- 202. Hlyňanec (Svaljava): Filiální řecko-katolická cerkev sv. Michala arch. (fot. 1925)
- 203. Šelestovo (Mukačevo): Filiální řecko-katolická cerkev sv. Michala arch. Pohled od s. (r. 1928 byla přenesena do Mukačeva) (fot. 1922)
- 204. Šelestovo (Mukačevo): Pohled od j. (fot. 1922)
- 205. Šelestovo (Mukačevo): Střední část cerkve s věží (fot. 1922)
- 206. Šelestovo (Mukačevo): Ochoz cerkve (fot. 1922)
- 207. Hukliva (Svaljava): Farní řecko-katolická cerkev Seslání sv. Ducha (fot. 1925)
- 208. Nižní Vinice (Mukačevo): Filiální řecko-katolická cerkev sv. Michala arch. (fot. 1925)
- 209. Iska (Volovoje): Farní řecko-katolická cerkev sv. Mikuláše. Zvonice (fot. 1925)
- 210. lska (Volovoje): Farní řecko-katolická cerkev sv. Mikuláše, cerkev (fot. 1926)
- 211. Podobovec (Volovoje): Filiální řecko-katolická cerkev sv. Mikuláše. Pohled od sz. (fot. 1926)
- 212. Podobovec (Volovoje): Pohled od z. (fot. 1926)
- 213. Lokoty (Iršava): Filiální řecko-katolická cerkev Ochrany P. Marie (fot. 1925)
- 214. Ivaškovice (lršava): Filiální řecko-katolická cerkev sv. Michala arch. (fot. 1925)
- 215. Tyšova (Svaljava): Filiální řecko-katolická cerkev sv. Basilia Vel. (fot. 1926)
- 216. Jalové (Svaljava): Filiální řecko-katolická cerkev Nanebevstoupení Páně (fot. 1927)
- 217. Zadilska (Svaljava): Filiální řecko-katolická cerkev sv. Mikuláše (fot. 1927)
- 21g. Bystrá (Svaljava): Farní řecko-katolická cerkev Seslání sv. Ducha (fot. 1927)
- 219. Jalové (Svaljava): Cerkev od sz. (fot. 1927)
- 220. Tyšova (Svaljava): Cerkev od jz. (fot. 1926)
- 221. Repenoje (Volovoje): Farní řecko-katolická cerkev sv. Dimitrije (fot. 1927)
- 222. Majdan (Volovoje): Farní řecko-katolická cerkev sv. Mikuláše (fot. 1926)
- 223. Miškarovice (Svaljava): Filiální řecko-katolická cerkev sv. Mikuláše (fot. 1926)
- 224. Medvedovce (Mukačevo): Filiální řecko-katolická cerkev sv. Michala arch. (fot. 1925)
- 225. Miškarovice (Svaljava): Svatostánek (fot. 1926)
- 226. Petrušovice (Svaljava): Filiální řecko-katolická cerkev Proměnění Krista (fot. 1927)
- 227. Miškarovice (Svaljava): Vnitřek cerkve (fot. 1926)
- 228. Petrušovice (Svaljava): Vnitřek cerkve (fot. 1927)
- 229. Vyžní Bystrá (Volovoje): Průčelí cerkve (fot. 1926)
- 230: Medvedovce (Mukačevo): Ochoz cerkve (fot. 1925)
- 231. Vyžní Bystrá (Volovoje): Filiální řecko-katolická cerkev sv. Michala arch. (fot. 1926)
- 232. Plavia (Svaljava): Filiální řecko-katolická cerkev sv. Mikuláše (fot. 1925)
- 233. Rosoš (Svaljava): Filiální řecko-katolická cerkev sv. Michala arch. (fot. 1925)
- 234. Plavia (Svaljava): Cerkev od sv. (fot. 1925)
- 235. Rosoš (Svaljava): Cerkev od jv. (fot. 1925)
- 236. Toruň (Volovoje): Průčelí cerkve (fot. 1926)
- 237. Toruň (Volovoje): Farní řecko-katolická cerkev P. Marie, cerkev od jz. (fot. 1926)
- 238. Saldoboš (Hust): Farní řecko-katolická cerkev Narození P. Marie od jv. (fot. 1922)
- 239. Saldoboš (Hust): Cerkev se zvonicí od sv. (fot. 1922)
- 240. Urmezijovo (Tiačevo): Farní řecko-katolická cerkev sv. Mikuláše (fot. 1922)
- 241. Saldoboš (Hust): Cerkev od z. (fot. 1922)
- 242. Saldoboš (Hust): Dveře hlavního vchodu (fot. 1922)
- 243. Urmezijovo (Tiačevo): Cerkev od v. (fot. 1922)
- 244. Krajnikovo (Hust): Farní řecko-katolická cerrkev sv. Michala arch. (fot. 1921)
- 245. Dulovo (Tiačevo): Filiální řecko-katolická cerkev sv. Paraskiva (fot. 1924)
- 246. Šandrovo (Hust): Filiální řecko-katolická cerkev sv. Paraskiva (fot. 1926)
- 247. Sokernice (Hust): Farní řecko-katolická cerkev sv Mikulááe (fot. 1926)
- 248. Sokernice (Hust): Průčelí cerkve (fot. 1926)
- 249. Dulovo (Tiačevo): Cerkev s branou a zvonicí (fot. 1924)
- 250. Šandrovo (Hust): Cerkev se zvonicí (fot. 1926)
- 251. Danilovo (Hust.) Průčelí farní řecko.katolické cerkve sv. Mikuláše (fot. 1921)
- 252. Sokernice (Hust): Předsíň cerkve (fot. 1926)
- 253. Střední Apša (Rahovo) Farní řecko-katolická cerkev sv. Mikuláše (dolni) (fot. 1924)
- 254. Střední Apša (Rahovo): Řecko-katolická cerkev sv. Mikuláše (horní) (fot. 1924)
- 255. Nižní Apša (Tiačevo): Filiální řecko-katolická cerkev sv. Basalia (fot. 1927)
- 256. Nižni Apša (Tiačevo): Hlavní vchod do cerkve (fot. 1927)
- 257. Nerešnice (Tiačevo): Farní řeckokatolická cerkev sv. Michala arch (fot. 1926)
- 258. Nerešnice (Tiačevo): Průčelí cerkve a zvonice (fot. 1926)
- 259. Nerešnice (Tiačevo) : Cerkev od v. (fot. 1926)
- 260. Nerešnice (Tiačevo): Hlavní vchod (fot. 1926)
- 261. Nerešnice (Tiačevo): Předsíň cerkve (fot. 1926)
- 262. Brustura (Tiačevo): Farní řecko-katolická cerkev sv Michala arch. (fot. 1927)
- 263. Dulovo (Tiačevo): Vnitřek cerkve (fot. 1927)
- 264. Podpleši (Tiačevo): Průčeli filiální řecko'katolické cerkve sv Dimitrije (fot. 1927)
- 265. Podpleši (Tiačevo): Cerkev se zvonicí (fot. 1927)
- 266. Ternovo (Tiačevo): Farní řecko-katolická cerkev sv Mikuláše (fot. 1927)
- 267. Ganiče (Tiačevo) : Farní řecko-katolická cerkev Nanebevzetí P. Marie (fot. 1926)
- 268. Ganiče (Tiačevo): Průčelí cerkve (fot. 1926)
- 269. Tisaujhel (Vel Sevljuš): Filiální řecko-katolická cerkev Narození P. Marie (od r 1928 pravoslavná v Ruské dolině) (fot. 1927)
- 270. Ruská Mokrá (Tiačevo): Farní řecko-katolická cerkev Nanebevstoupení Páně (fot. 1927)
- 271. Stebna (Rahovo): Filiální řecko-katolická cerkev sv. Muliera (fot. 1924)
- 272. Jasina (Rahovo): Filiální řecko-katolická cerkev v "Strukivská" (fot. 1924)
- 273. Jasina (Rahovo): Cerkev se zvonici (fot. 1924)
- 274. Jasina (Rahovo): Cerkev od sv.
- 275. Jasina-Lazeščina (Rahovo): Filiální řecko-katolická cerkev sv. Petra a Pavla "na Pletovatém" (fot. 1922)
- 276. Jasina (Rahovo): Vnitřek Strukivské cerkve (fot. 1922)
- 277. Jasina (Rahovo): Vnitřek cerkve "na Pletovatém" (fot. 1922)

## Hřbitov, zvonice, kaple, kříž
- 278. Rimavská Baňa (Rim. Sobota - Slovensko): Hřbitovní ohrada (fot. 192,)
- 279. Velká Berezná (Podkarpatská Rus): Klášterní ohrada 5 kapkmi a kazatelnou (fot. 1922)
- 280. Lažany (Vysoké Mýto - Čechy): Hřbitovní brána (fot. 1926)
- 281. Ledce (Hradec Králové - Čechy), Hřbitovní brána (fot. 1921)
- 282. Bartošovice (Žamberk - Čechy): Hřbitovní brána (fot. 1920)
- 283. Měník (Nový Bydžov - Čechy): Předsíň kostela (fot. 1911)
- 284. Gecelovce (Rožňava - Slovensko): Hřbitovní brána (fot. 1921)
- 285. Košeca (Ilava - Slovensko): Hřbitovní brána (fot. 1920)
- 286. Vyšný Svidník (Slovensko): Hřbitovní brána (fot. 1924)
- 287. Německé Pravno (Prievidza - Slovensko): Hřbitovní brána (fot. 1926)
- 288. Trstená (Slovensko): Hřbitovní brána (fot 922)
- 289. Dolná Lehota (Brezno - Slovensko): Hřbitovní brána (fot. 1922)
- 290. Závišice (Nový Jičín - Morava): Postranní hřbitovní branka (fot. 1921)
- 291. Závišice (Nový Jičin - Morava): Hlavní hřbitovní branka (fot. 1921)
- 292. Bodružal (Vyšný Svidník - Slovensko): Hřbitovní branka (fot. 1924)
- 293. Ladomirová (Vyšný Svidník - Slovensko): Hřbitovní branka (fot. 1924)
- 294. Nižný Mirošov (Vyšný Svidník - Slovensko): Hřbitovní branka (fot. 1924)
- 295. Kožuchovce (Vyšný Svidník - Slovensko): Hřbitovní branka (fot. 1924)
- 296. Leštiny (Dol Kubín - Slovensko): Márnice (fot. 1912)
- 297. Banovec n. Bebr. (Slovensko) Hřbitovní branka (fot. 1926)
- 298. Iršava (Podkarpatská Rus): Hřbitovní branka (fot. 1921)
- 299. Pilipec (Volovoje - Podkarpatská Rus): Hřbitovní branka (fot. 1921)
- 300. Nižni Apša (Tiačevo - Podkarpatská Rus): Hřbitovní branka (fot. 1927)
- 301. Dulovo (Tiačevo - Podkarpatská Rus): Hřbitovní branka (fot. 1927)
- 302. Střední Apša (Rahovo - Podkarpatská Rus): Hřbitovní branka při dolní cerkvi (fot. 1924)
- 303. Střední Apša (Rahovo - Podkarpatská Rus): Hřbitovní branka při horní cerkvi
- 304. Polom (Chrudim - Čechy): Hřbitovní brána se zvonicí (fot. 1923)
- 305, Dolní Újezd (Litomyšl - Čechy): Hřbitovní brána se zvonicí (fot. 1923)
- 306. Slavoňov (Nové Město n. Met. - Čechy): Hřbitovní brána se zvonicí; vnější pohled (fot. 1913)
- 307. Slavoňov (Nové Město n. Met. - Čechy): Hřbitovní bránase zvonicí; pohled ze hřbitova (fot. 1913)
- 308. Česká Třebová (Čechy): Hřbitovní brána se zvonicí (fot. 1920)
- 302. Telecí (Polička - Čechy): Hřbitovní brána se zvonicí (fot. 1920)
- 310. Bílý Újezd (Nové Město n. Met. - Čechy): Hřbitovní brána se zvonicí; pohled ze hřbitova (fot. 1920)
- 311. Bílý Újezd (Nové Město n. Met. - Čechy): Hřbitovní brána se zvonicí; vnější pohled (fot. 1920)
- 312. Železný Brod (Semily - Čechy): Márnice (fot. 1919)
- 313. Nepřívěc (Jičín - Čechy): Márnice (fot. 1919)
- 314. Korouhev (Polička - Čechy): Márnice (fot. 1916)
- 315. Borová (Polička - Čechy): Márnice (fot. 1916)
- 316. Letařovice (Turnov - Čechy): Márnice (fot. 1924)
- 317. Nepřívěc (Jičín - Čechy): Márnice (fot. 1924)
- 318. Stará Paka (Nová Paka - Čechy): Márnice (fot. 1913)
- 319. Slavoňov (Nové Město n. Met. - Čechy): Márnice (fot. 1913)
- 320. Veřovice (Frenštát p. Radh. - Morava): Hřbitovní brána (fot. 1926)
- 321. Janovičky {Vysoké Mýto - Čechy): Hřbitov (fot. 1914)
- 322. Velké Karlovice (Vsetín - Morava) Náhrobní kříž (fot. 1924)
- 323. Vajnory (Bratislava - Slovensko): Hřbitov (fot. 1919)
- 324. Detva (Zvolen - Slovensko): Hřbitov (fot. 1919)
- 325. Krajnikovo (Hust - Podkarpatská Rus): Hřbitov (fot. 1925)
- 326. Plavia (Svaljava - Podkarpatská Rus): Hřbitov (fot. 1925)
- 327. Německé Pravno (Prievidza - Slovensko): Hřbitov (fot. 1926)
- 328. Naštice (Banovce n. Bebr. - Slovensko): Hřbitov (fot. 1926)
- 329. Hloubětín (Praha - Čechy): Náhrobek z r. 1773; zadní strana (fot. 1928)
- 330. Hloubětín (Praha - Čechy): Náhrobek z r. 1773; přední strana (fot. 1928)
- 331. Nedelište (Lučenec - Slovensko): Náhrobek na evangelickém hřbitově (fot. 1928)
- 332. Abelová (Lučenec - Slovensko): Náhrobek na evangelickém hřbitově (fot. 1928)
- 333. Madačka (Lučenec - Slovensko): Náhrobek na evangelickém hřbitově (fot. 1928)
- 334. Abelová (LuČenec - Slovensko): Náhrobek na evangelickém hřbitově (fot. 1928)
- 335. Madačka (Lučenec - Slovensko): Náhrobek na evangelickém hřbitově (fot. 1928)
- 336. Abelová (Lučenec - Slovensko): Náhrobek na evangelickém hřbitově (fot. 1928)
- 337. Madačka (Lučenec - Slovensko): Náhrobek na evangelickém hřbitově (fot. 1928)
- 338. Abelová (Lučenec - Slovensko): Náhrobek na evangelickém hřbitově (fot. 1928)
- 339. Dol. Tisovník (Modrý Kameň - Slovensko): Náhrobek na evangelickém hřbitově (fot. 1928)
- 340. Horný Tisovník (Modrý Kameň - Slovensko): NáhrobeK na evangelickém hřbitově (fot. 1928)
- 341. Turiepole (Modrý Kameň - Slovensko): Náhrobek na evangelickém hřbitově (fot. 1928)
- 342. Abelová (Lučenec - Slovensko): Náhrobek na evangelickém hřbitově (fot. 1928)
- 343: Nedelište {Lučenec - Slovensko): Náhrobek na evangelickém hřbitově (fot. 1928)
- 344. Abelová (Lučenec - Slovensko): Náhrobek na evangelickém hřbitově (fot. 1928)
- 345. Nedelište (Lučenec - Slovensko): Dřevěný náhrobek na evangelickém hřbitově (fot. 1928)
- 346. Horný Tisovník (Modrý Kameň -Sloven;ko): dřevěný náhrobek na evangelickém hřbitově (fot. 1928)
- 347. Nedelište (Lučenec Slovensko): Dřevěný náhrobek na evangelickém hřbitově (fot. 1928)
- 348. Nedelište (Lučenec - Slovensko): Náhrobek na evangelickém hřbitově (fot. 1928)
- 349. Nedelište (Lučenec - Slovensko): Náhrobek na evangelickém hřbitově ( fot. 1928)
- 350. Horný Tisovník {Modrý Kameň - Slovensko): Náhrobní kříž na katolickém hřbitově (fot. 1928)
- 351. Hor. Tisovník (Modrý Kameň - Slovensko): Náhrobní kříž na katolickém hřbitově (fot. 1928)
- 352. Hor. Tisovník (Modrý Kameň - Slovensko): Náhrobní kříž na katolickém hřbitově (fot. 1928)
- 353. Stará Halič (Lučenec - Slovensko): Náhrobní kříž na katolickém hřbitově (fot. 1928)
- 354. Stará Halič (Lučenec - Slovensko): Náhrobní kříž na katolickém hřbitově (fot. 1928)
- 355. Stará Halič {Lučenec - Slovensko): Náhrobní kříže na katolickém hřbitově (fot. 1928)
- 356. Sliač (Zvolen - Slovensko): Náhrobek (fot. 1920)
- 357. Košecké Rovné (Ilava - Slovensko): Náhrobní kříž (fot, 1920)
- 358. Detva (Zvolen - Slovensko): Náhrobní kříže na katolickém hřbitově (fot. 1920)
- 359. Detva (Zvolen - Slovensko): Náhrobní kříže na katolickém hřbitově (fot. 1920)
- 360. Viglaš (Zvolen - Slovensko): Náhrobní kříže na katolickém hřbitově (fot. 1928)
- 361. Viglaš (Zvolen - Slovensko): Náhrobní kříže na katolickém hřbitově (fot. 1928)
- 362. Viglaš (Zvolen - Slovensko): Náhrobní kříže na katolickém hřbitově (fot. 1928)
- 363. Viglaš (Zvolen - Slovensko): Náhrobní kříže na katolickém hřbitově (fot. 1928)
- 364. Viglaš (Zvolen - Slovensko): Náhrobní kříže na katolickém hřbitově (fot. 1928)
- 365. Viglaš (Zvolen - Slovensko): Náhrobní kříže na katolickém hřbitově (fot. 1928)
- 366. Stará Voda (Nový Bydžov - Čechy): Zvonice (fot. 1913 )
- 367. Razsochy (Nový Bydžov - Čechy): Zvonice (fot. 1913)
- 368. Lomnice n. Pop. (Nová Paka - Čechy): Zvonice (fot. 1914 )
- 369. Libiš (Mělník - Čechy): Zvonice (fot. 1914)
- 370. Hronov (Náchod - Čechy): Zvonice (fot. 1919)
- 371. Poděbrady (Čechy): Zvonice (fot. 1919)
- 372. Mečeříž (Mladá Boleslav - Čechy): Zvonice (fot. 1912)
- 373. Staré Místo (Německý Brod - Čechy): Zvonice (fot. 1912)
- 374. Žleby (Čáslav - Čechy): Zvonice (fot. 1917)
- 375. Krásná Hora (Německý Brod - Čechy): Zvonice (fot. 1917)
- 376. Záboří (Kutná Hora - Čechy): Zvonice (fot. 1917)
- 377. Podol (Praha - Čechy): Zvonice (fot. 1917)
- 378. Svratka (Chrudim - Čechy) : Zvon:ice {fot. 1915)
- 379. Žumberk (Chrudim - Čechy): Zvonice (fot. 1915)
- 380. Korouhev (Polička - Čechy) : Zvonice (fot. 1916)
- 381. Jedlová (Polička - Čechy) : Zvonice (fot. 1916)
- 382. Tuřany (Slaný - Čechy): Zvonice. (fot. 1912)
- 383. Železnice (Slaný - Čechy): Zvonice (fot. 1912)
- 384. Libušín (Slaný - Čechy): Zvonice (fot. 1912)
- 385. Hradečno (Slaný - Čechy): Zvonice (fot. 1912)
- 386. Vysočany (Nový Bydžov - Čechy): Zvonice (fot. 1913)
- 387. Lučice (Nový Bydžov - Čechy): Zvonice (fot. 1913)
- 388. Železný Brod (Semily - Čechy): Zvonice (fot: 1919)
- 389. Rovensko (Turnov - Čechy): Zvonice (fot. 1919)
- 390. Psínice (Jičín - Čechy): Zvonice (fot. 1918)
- 391. Horní Studenec (Chotěboř - Čechy): Zvonice (fot. 1918)
- 392. Chotěborky (Dvůr Králové - Čechy): Zvonice (fot. 1916)
- 393. Semín (Pardubice - Čechy): Zvonice (fot. 1916)
- 394. Jabkenice (Mladá Boleslav - Čechy) : Zvonice (fot. 1916)
- 395. Rtýně (Trutnov - Čechy): Zvonice (fot. 1916)
- 396. Veliny (Pardubice - Čechy): Zvonice (fot. 1917)
- 397. Mělník (Čechy): Zvonice (fot. 1917)
- 398. Kvílice (Slaný - Čechy): Zvonice (fot. 1912)
- 399. Osek (Jičín - Čechy): Zvonice (fot. 1912)
- 400. Neprobilice (Slaný - Čechy): Zvonice ( fot.1912)
- 401. Rakovník (Čechy): Zvonice (fot. 1912)
- 402. Všeborsko (Mladá Boleslav - Čechy): Zvonice (fot. 1918)
- 403. Vápno (Nový Bydžov - Čechy): Zvoníce (fot. 1918)
- 404. Liberk (Rychnov n. Kněž. - Čechy): Zvonice (fot. 1917)
- 405. Heřmanův Městec (Chrudim - Čechy): Zvonice (fot. 1917)
- 406. Lhotice (Humpolec - Čechy): Zvonice (fot. 1913)
- 407. Semanín (Litomyšl - Čechy): Zvonice; pohled od jz. (fbt. 1916)
- 408. Semanín (Litomyšl - Čechy): Zvonice; pohled od sv. (fot. 1916)
- 409. Istebné (Dol. Kubín - Slovensko): Zvonice (fot. 1912)
- 410. Chýžné (Vel. Revúca - Slovensko): Zvonice (fot. 1912)
- 411. Turičky (Lučenec - Slovensko): Zvonice (fot. 1923)
- 412. Kraskovo (Rim. Sobota - Slovensko): Zvonice (fot. 1923)
- 413. Stará Halič (Lučenec - Slovensko): Zvonice (fot. 1919)
- 414. Hronsek (Banská Bystrica - Slovensko): Zvonice (fot. 1919)
- 415. Hajníky (Zvolen - Slovensko): Zvonice (fot. 1927)
- 416. Šivetice (Vel. Revúca - Slovensko): Zvonice (fot. 1927)
- 417. Sokemice (Hust - Podkarpatská Rus): Zvonice (fot. 1925)
- 418. Krajnikovo (Hust - Pbdkarpatská Rus): Zvonice (fot. 1925)
- 419. Mužijovo (Berehovo - Podkarpatská Rus): Zvonice (fot. 1926)
- 420. Šandrovo (Hust - Podkarpatská Rus): Zvonice (fot. 1926)
- 421. Ivaškovice (Iršava - Podkarpatská Rus): Zvonice (fot. 1926)
- 422. Deškovice (Iršava - Podkarpatská Rus): Zvonice (fot. 1926)
- 423. Bystrá (Svaljava - Podkarpatská Rus): Zvonice (fot. 1927)
- 424. Temovo (Tiačevo - Podkarpatská Rus): Zvonice (fot. 1927)
- 425. Toruň (Volovoje - Podkarpatská Rus): Zvonice (fot. 1926)
- 426. Verbiaš (Svaljava - Podkarpatská Rus): Zvonice (fot. 1926)
- 427. Urmezijovo (Tiačevo - Podkarpatská Rus): Zvonice (fot. 1924)
- 428. Saldoboš (Hust - Podkarpatská Rus): Zvonice (fot. 1924)
- 429. Hukliva (Svaljava - Podkarpatská Rus): Zvonice (fot. 1925)
- 430. Nižní Apša (Tiačevo - Podkarpatská Rus): Zvonice (fot. 1915)
- 431. Nová Roztoka (Volovoje - Podkarpatská Rus): Zvonice (fot. 1925)
- 432. Lokoty (Iršava - Podkarpatská Rus): Zvonice (fot. 1925)
- 433. Obava (Svaljava - Podkarpatská Rus): Zvonice (fot. 1925)
- 434. Abranka (Svaljava - Podkarpatská Rus): Zvonice (fot. 1925)
- 435. Pilipec (Volovoje - Podkarpatská Rus): Zvonice (fot. 1926)
- 436. Kelečín (Volovoje - Podkarpatská Rus): Zvonice (fot. 1926)
- 437. Jalové (Svaljava - Podkarpatská Rus): Zvonice (fot. 1927)
- 438. Tyšova (Svaljava - Podkarpatská Rus): Zvonice (fot. 1927)
- 439. Jasina (Rahovo - Podkarpatská Rus): Zvonice (fot. 1922)
- 440. Jasina Lazeščina (Rahovo - Podkarpatská Rus): Zvonice (fot. 1922)
- 441. Celné (Žamberk - Čechy): Kaple (fot. 1927)
- 442. Úpice (Trutnov - Čechy): Kaple (fot. 1927)
- 443. Roveň (Pardubice - Čechy): Kaple (fot. 1918)
- 444. Božkov (Plzeň - Čechy): Kaple (fot. 1918)
- 445. Zálší (Třeboň - Čechy): Kaple (fot. 1918)
- 446. Újezdec (Třeboň - Čechy): Kaple (fot. 1918)
- 447. Borkovice (Třeboň - Čechy): Kaple (fot. 1918)
- 448. Lžín (Tábor - Čechy): Kaple (fot. 1918)
- 449. Doňov (Třeboň - Čechy): Kaple (fot. 1918)
- 450. Klečaty (Třeboň - Čechy): Kaple (fot. 1918)
- 451. Vševily (Blatná - Čechy): Kaple (fot. 1916)
- 452. Piňovice (Blatná - Čechy): Kaple (fot. 1916)
- 453. Bytouchov (Semilly - Čechy): Kaple (fot. 1917)
- 454. Třebšín (Benešov - Čechy): Kaple (fot. 1917)
- 455. Žloukovice (Rakovník - Čechy): Kaple (fot. 1917)
- 456. Dražinov (Domažlice - Čechy): Kaple (fot. 1917)
- 457. Vamberk (Rychnov n. Kněž. - Čechy): Kaple (fot. 1925)
- 458. Vítanov (Žamberk - Čechy): Kaple -C~ 1925)
- 459. Klíčany (Karlín - Čechy): Kaple (fot. 1926)
- 460. Vrcovice (Písek - Čechy): Kaple (fot. 1926)
- 461. Miřetice (Chrudim - Čechy): Kaple (fot. 1913)
- 462. Křídla (Nové Město - Morava): Kaple (fot. 1913)
- 463. Jinošice (Benešov - Čechy): Kaple (fot. 1913)
- 464. Záhorčičky (Blatná - Čechy): Kaple (fot. 1916)
- 465. Zlatkov (Nové Město - Morava): Kaple (fot. 1916)
- 466. Kylešovice (Opava - Slezsko): Kaple (fot. 1920)
- 467. Štítina (Opava - Slezsko): Kaple (fot. 1920)
- 468. Karolinina Huť (Vsetín - Morava): Kaple (fot. 1921)
- 469. Prostredná Revúca (Ružomberok - Slovensko): Kaple (fot. 1921)
- 470. Podolinec (Stará Ľubovňa - Slovensko): Kaple (fot. 1923)
- 471. Kežmarok (Slovensko): Kaple (fot. 1923)
- 472. Podolinec (Stará Ľubovňa - Slovensko): Kaple se hřbitovním kostelem (fot. 1923)
- 473. Uklina (Svaljava - Podkarpatská Rus): Kaple (fot. 1924)
- 474. Tuří Bystrá (Svaljava - Podkarpatská Rus): Kaple (fot. 1924)
- 475. Stebna (Rahovo - Podkarpatská Rus): Kaple (fot. 1922)
- 476. Saldoboš (Hust - Podkarpatská Rus): Kaple (fot. 1922)
- 477. Dolní Chabry (Karlín - Čechy): Kaplička (fot. 1915)
- 478. Doňov (Třeboň - Čechy): Kaplička (fot.1915)
- 479. Záboří (Kutná Hora - Čechy): Kaplička (fot. 1915)
- 480. Borkovice (Třeboň - Čechy): Kaplička (fot. 1918)
- 481. Kovanec (Mnichovo Hradiště - Čechy): Kaplička (fot. 1918)
- 482. Malešice (Praha - Čechy): Kaplička (fot. 1918)
- 483. Bělá (Nová Paka - Čechy): Kaplička (fot. 1916)
- 484. Tochovice (Blatná - Čechy): Kaplička (fot. 1916)
- 485. Čistá (Mnichovo Hradiště - Čechy): Kaplička (fot. 1916)
- 486. Litochovice (Strakonice - Čechy): Kaplička (fot. 1916)
- 487. Žižkov (Praha - Čechy): Kaplička (fot. 1916)
- 488. Chlaponice (Písek - Čechy): Kaplička (fot. 1916)
- 489. Moravské Budějovice (Morava): Kaplička (fot. 1926)
- 490. Frýdštejn (Turnov - Čechy): Kaplička (fot. 1926)
- 491. Pištín (České Budějovice - Čechy): Kaplička (fot. 1926)
- 492. Doubravčany (Kolín - Čechy): Kaplička (fot. 1917)
- 493. Čáslav (Čechy): Kaplička (fot. 1917)
- 494, Chlumín (Kralupy n. Vlt. - Čechy): Kaplička (fot. 1917)
- 495. Březnice (Blatná - Čechy): Kaplička (fot. 1916)
- 496. Záboří (Blatná, Čechy): Kaplička (fot. 1916)
- 497. Javorník (Liberec - Čechy): Kaplička (fot. 1916)
- 498. Vrbno (Blatná - Čechy): Kaplička (fot. 1916)
- 499. Čekanice (Blatná - Čechy): Kaplička (fot. 1916)
- 500. Komárov (Milevsko - Čechy):Kaplička (fot. 1916)
- 501. Křešice (Sedlčany , Čechy): Kaplička (fot. 1913)
- 502. Křivoklát (Rakovník - Čechy): Kaplička (fot. 1913)
- 503. Žvohoušť (Benešov - Čechy): Kaplička (fot. 1913)
- 504. Sukdol (Sedlčany - Čechy): Kaplička (fot. 1913)
- 505. Javory (Blatná - Čechy): Kaplička (fot. 1913)
- 506. Bříšejov (Sedlčany - Čechy): Kaplička (fot. 1913)
- 507. Záboří (Blatná - Čechy): Kaplička (fot. 1916)
- 508. Čekanice (Blatná) (Blatná - Čechy): Kaplička (fot. 1916)
- 509. Protivín (Písek - Čechy): Kaplička (fot. 1916)
- 510. Pašešnice (Domažlice - Čechy): Kaplička (fot. 1919)
- 511. Velká Losenice (Chotěboř - Čechy): Boží muka (fot. 1919)
- 512. Spišská Sobota (Poprad - Slovensko): Kaplička (fot. 1924)
- 513. Trnové (Žilina - Slovensko): Kaplička (fot. 1924)
- 514. Záboří (Blatná - Čechy): Boží muka (fot. 1916)
- 515. Zahorčičky (Blatná - Čechy): Boží muka (fot. 1916)
- 516. Rokycany (Čechy): Boží muka (fot. 1916)
- 517. Přehořov (Tábor - Čechy): Boží muka (fot. 1916)
- 518. Bezno (Mladá Boleslav - Čechy): Boží muka (fot. 1916)
- 519. Thořovice (Blatná - Čechy): Boží muka (fot. 1916)
- 520. Újezdec (Třeboň - Čechy): Boží muka (fot. 1916)
- 521. Uzeničky (Blatná - Čechy): Boží muka (fot. 1916)
- 522. Pučery (Kolín - Čechy): Boží muka (fot. 1916)
- 523. Choustníkovo Hradiště (Král. Dvůr - Čechy): Boží muka (fot. 1916)
- 524. Nedřev (Blatná - Čechy): Boží muka (fot. 1916)
- 525. Kasejovice (Blatná - Čechy): Boží muka (fot. 1916)
- 526. Drahenice (Blatná - Čechy): Boží muka (fot. 1925)
- 527. Zálezlice (Mělník - Čechy): Boží muka (fot. 1925)
- 528. Odolena Voda (Kralupy n. Vlt. - Čechy): Boží muka (fot. 1925")
- 529. Sobotka (Jičín - Čechy): Boží muka (fot. 1912)
- 530. Žerotín (Slaný - Čechy): Boží muka (fot. 1912)
- 531. Odolena Voda (Kralupy n. Vlt. - Čechy): Boží muka (fot. 1912)
- 532. Prčice (Sedlčany - Čechy): Boží muka (fot. 1919)
- 533. Skotnice (Příbor - Morava): Boží muka (fot. 1919)
- 534. Hrádek (Blatná - Čechy): Boží muka (fot. 1919)
- 535. Semelkovice (Mělník - Čechy): Boží muka (fot. 1916)
- 536. Čekanice (Blatná - Čechy): Boží muka (fot. 1916)
- 537. Moravské Budějovice (Morava): Boží muka (fot. 1916)
- 538. Zvíkov (Písek - Čechy): Boží muka (fot. 1926)
- 539. Chotěboř (Čechy): Boží muka (fot. 1926)
- 540. Oslov (Písek - Čechy): Boží muka (fot. 1926)
- 541. Soběslav (Tábor - Čechy): Boží muka (fot. 1919)
- 542. Zámostí (České Budějovice - Čechy): Boží muka (fot. 1919)
- 543. Skotnice (Příbor - Morava): Boží muka (fot. 1919)
- 544. Předmíř (Blatná - Čechy): Boží muka (fot. 1917)
- 545. Modřany (Praha - Čechy): Boží muka (fot. 1917)
- 546. Horní Rokytnice (Žamberk - Čechy): Boží muka (fot. 1917)
- 547. Maršíkov (Šumperk - Morava): Boží muka fot. 1917)
- 54§, Smržice (Prostějov - Morava): Boží muka (fot. 1917)
- 549. Horky (Olomouc - Morava): (Boží muka (fot. 1917)
- 550. Uherská Skalica (Slovensko): Boží muka (fot. 1919)
- 551. Uherská Skalica (Slovensko: Boží muka (fot. 1919)
- 552. Uherská Skalica (Slovensko): Kaple a Boží muka (fot. 1919)
- 553. Podolínec (Stará Lubovňa - Slovensko: Boží muka (fot. 1924)
- 554. Spišské Podhradie (Levoča - Slovensko: Boží muka (fot. 1924)
- 555. Spišské Podhradie (Levoča - Slovensko : Boží muka (fot. 1924)
- 556. Brandýs n. Lab. (Čechy): Boží muka (fot. 1923)
- 557. Prosek (Praha - Čechy): Boží muka (fot. 1913)
- 558. Borovnice (Nová Paka - Čechy): Boží muka (fot. 1913)
- 559. Paštiky (Blatná - Čechy): Boží muka (fot. 1919)
- 560. Chotětov (Mladá Boleslav - Čechy): Boží muka (fot. 1919)
- 561. Batelov (Jihlava - Morava): Boží muka (fot. 1919)
- 562. Žďár (Nové Město - Morava): Boží muka (fot. 1919)
- 563. Trhanov (Domažlice - Čechy): Boží muka (fot. 1918)
- 564. Nekrasín (Jindř. Hradec - Čechy): Boží muka , (fot. 1918)
- 565. Borová (Chotěboř - Čechy): Boží muka (fot. 1919)
- 566. Velká Losenice (Chotěboř - Čechy): Boží muka (fot. 1919)
- 567. Velká Losenice (Chotěboř - Čechy): Boží muka (fot. 1919)
- 568. Bechyně (Milevsko - Čechy): Boží muka (fot. 1917)
- 569. Hlubín (Blatná- Čechy): Boží muka (fot.1917)
- 570. Bělohrad (Nová Paka - Čechy) : Boží muka (fot. 1917)
- 571. Vyšehrad (Praha - Čechy): Boží muka (fot. 1919)
- 572. Bratronice (Blatná - Čechy): Boží muka (fot. 1919)
- 573. Račice (Písek - Čechy): Boží muka (fot. 1919)
- 574. Bojnice (Prievidza - Slovensko): Boží muka (fot. 1919)
- 575. Leopoldov (Hlohovec - Slovensko):Boží muka (fot. 1919)
- 576. Bojnice (Prievidza - Slovensko): Boží muka (fot. 1919)
- 577. Pěčín (Žamberk - Čechy): Boží muka (fot. 1917)
- 578. Nadášová Lhota (Uherský Brod - Morava): Boží muka (fot. 1917)
- 579. Vranové (Semily - Čechy): Kříž (fot. 1917)
- 580. Vranové (Semily - Čechy): Kříž (fot. 1923)
- 581. Chomýž (Holešov - Morava): Kříž (fot. 1919)
- 582. Stolín (Nové Město n. Met. - Čechy): Kříž (fot. 1919)
- 583. Doudleby (Rychnov n. Kněž. - Čechy): Kříž (fot. 1919)
- 584. Sv. Michal (Lipt. Sv. Mikuláš - Slovensko): Socha Nejsv. Trojice (fot. 1917)
- 585. Stanov (Semily - Čechy): Socha Nejsv. Trojice (fot. 1917)
- 586. Hruštín (Námestovo - Slovensko): Socha Nejsv. Trojice (fot. 1917)
- 587. Velká Kopaňa (Velký Sevljuš - Podkarpatská Rus): Boží muka (fot. 1924)
- 588. Saldoboš (Hust - Podkarpatská Rus): Boží muka (fot. 1924)
- 589. Tereblja (Tiačevo - Podkarpatská Rus): Kříž (fot. 1926)
- 590. Tisaujhel (Velký Sevljuš - Podkarpatská Rus): Kříž (fot. 1926)
- 591. Dulovo (Tiačevo - Podkarpatská Rus): Kříž (fot. 1926)
- 592. Trhová Kamenice (Chrudim - Čechy): Křiž (fot. 1922)
- 593. Dománovice (Nový Bydžov - Čechy): Kříž (1922)
- 594. Bělečko (Hradec Králové - Čechy): Kříž (fot. 1922)
- 595. Vysoká (Pardubice - Čechy): Kříž (fot. 1919)
- 596. Kunratice (Praha - Čechy): Kříž (fot. 1919)
- 597. Maršíkov (Šumperk - Morava): Kříž (fot. 1919)
- 598. Vyšný Svídník (Slovensko): Kříž (fot. 1921)
- 599. Brusný (Holešov - Morava): Kříž (fot. 1921)
- 600. Skrbeň (Olomouc - Morava): Kříž (fot. 1921)
- 601. Kožuchovce (Vyš. Svidník - Slovensko): Kříž (fot. 1924)
- 602. Muráň (Veľ. Revúca - Slovensko): Kříž (fot. 1924)
- 603. Vyšný Orlík (Vyš. Svidník - Slovensko): Kříž (fot. 1924)
- 604. Lazeščina (Rahovo - Podkarpatská Rus) : Kříž (fot. 1924)
- 605. Horjany (Užhorod - Podkarpatská Rus): Kříž (fot. 1924)
- 606. Sola (Vel. Berezná - Podkarpatská Rus): Kříž (fot. 1924)
- 607. Plavia (Svaljava - Podkarpatská Rus): Kříž (fot. 1925)
- 608. Saldoboš ( Hust - Podkarpatská Rus): Kříž (fot. 1925)
- 609. Domašina (Vel. Berezná - Podkarpatská Rus): Kříž (fot. 1925)
- 610. Nižní Apša (Tiačevo - Podkarpatská Rus): Kříž (fot. 1928)
- 611. Tibava (Užhorod - Podkarpatská Rus): Kříž (fot. 1928)
- 612. Zadilska (Svaljava - Podkarpatská Rus): Kříž (fot. 1928)
- 613. Sokerníce (Hust - Podkarpatská Rus): Kříž (fot. 1924)
- 614. Střední Apša (Rahovo - Podkarpatská Rus): Kříž (fot. 1924)
- 615. Střední Apša (Rahovo - PodkarpatsKá Rus): Kříž (fot. 1924)